# Nguyễn Hữu Chì
Nguyễn Hữu Chì (1 tháng 10 năm 1914 – 3 tháng 3 năm 2000) là quan chức và nhà ngoại giao Việt Nam Cộng hòa, từng giữ chức Quan sát viên thường trực cuối cùng của Việt Nam Cộng hòa tại Liên Hợp Quốc và Tổng Lãnh sự tại New York.

## Tiểu sử
Nguyễn Hữu Chì sinh ngày 1 tháng 10 năm 1914 tại Sơn Tây, Bắc Kỳ, Liên bang Đông Dương.
Ông từng giữ chức phụ tá hành chính cho Thủ hiến Bắc Việt từ năm 1952 đến năm 1953.
Dưới thời Đệ Nhị Cộng hòa, ông được bổ nhiệm làm Đại sứ Quan sát viên Thường trực của Việt Nam Cộng hòa tại Liên Hợp Quốc cuối cùng kiêm Tổng Lãnh sự tại New York từ năm 1967 đến năm 1975.
Năm 1974, Cộng hòa Nhân dân Trung Hoa tuyên bố chủ quyền đối với quần đảo Tây Sa và Nam Sa mà Việt Nam gọi là quần đảo Hoàng Sa và Trường Sa. Ngày 16 tháng 1, Nguyễn Hữu Chì đã thông báo cho Chủ tịch Hội đồng Bảo an Liên Hợp Quốc về việc Trung Quốc xâm phạm chủ quyền của Việt Nam Cộng hòa và yêu cầu Hội đồng Bảo an có những biện pháp khả thi cần thiết.
Ông qua đời ngày 3 tháng 3 năm 2000 tại Houston, Texas, Hoa Kỳ.

## Đời tư
Nguyễn Hữu Chì đã lập gia đình và có bốn người con.